# Dotan
Dotan (en grec antic Δοθαείμ) va ser una antiga ciutat cananea situada al nord de Siquem, a uns 100 km al nord d'Hebron on residia Jacob. Eusebi de Cesarea, que coneixia el lloc, diu que estava situat a 16 km. al nord de Sebaste, a Samaria. Actualment s'hi ha descobert un jaciment identificat amb el nom de Tel Dothan, situat al vessant sud de la Plana d'Esdreló, entre les muntanyes de Guilboa. A la vora hi ha també un assentament israelià, Mevo Dothan (prop de Dotan), per la seva situació. Als Estats Units d'Amèrica hi ha una ciutat anomenada Dothan, a Alabama. El seu nom fa referència a aquesta ciutat, que va ser el lloc on Josep va ser venut pels seus germans.

## Dotan a la Bíblia
La ciutat es menciona quan Jacob li va dir a Josep que anés a veure al seus germans que pasturaven els ramats vora Siquem. Allà va saber que els seus germans eren a Dotan, i quan el van veure venir, envejosos el van voler matar. Rubèn va dir que no el matessin, que el tiressin a un pou, i així ho van fer. Va passar una caravana d'ismaelites, i van vendre Josep com a esclau. Més tard, la ciutat de Dotan va ser el lloc de residència del profeta Eliseu, i l'escenari d'una visió profètica on Eliseu veu la ciutat i les muntanyes que l'envolten defensada per carros i cavalls de foc.
De la ciutat també se'n parla al Llibre de Judit, quan Holofernes assetjava la ciutat de Betúlia, situada enfront de la plana d'Esdreló, prop de Dotan.